# Batalha de Bitola
A batalha de Bitola (em búlgaro: Битка при Битоля) ocorreu próximo da cidade de Bitola, em território búlgaro, entre o exército búlgaro sob o comando do voivoda Ivatz e o exército bizantino liderado pelo estratego Jorge Gonitsiates. Foi uma das últimas batalhas abertas entre o Primeiro Império Búlgaro e o Império Bizantino. Os búlgaros foram vitoriosos e o imperador bizantino Basílio II Bulgaróctono (r. 976–1025) retirou-se da capital búlgara Acrida, cujos muros externos foram, naquele momento, violados pelos bizantinos. Contudo, a vitória bizantino apenas adiou a queda da Bulgária para o Império Bizantino em 1018.

## Prelúdio
Na batalha de Clídio em 29 de julho de 1014 a maior parte do exército búlgaro foi destruída. A morte do tsar Samuel (r. 997–1014) logo depois (6 de outubro) enfraqueceu ainda mais o Estado. No outono de 1014, Basílio II penetrou fundo no território búlgaro e queimou o palácio de Gabriel Radomir (r. 1114-1115), o sucessor de Samuel, nas proximidades de Bitola. As hostilidades foram renovadas na primavera de 1015. O imperador bizantino foi em direção do coração da Bulgária (em torno dos lagos Acrida e Prespa) e sistematicamente sitiou cada cidade ou fortaleza em seu caminho. A reação imediata para a campanha foi a sucessão de Edessa e sua reincorporação à Bulgária no começo de 1015. Basílio II rapidamente sitiou a cidade na primavera e reassentou seus habitantes. No verão os bizantinos conquistaram outra cidade importante, Moglena. Durante seu cerco eles capturaram o cã Domeciano e muitos soldados.
As tentativas de Gabriel Radomir de estabelecer a paz falharam. Basílio II continuou a guerra e simultaneamente encorajou uma conspiração bem sucedida de João Vladislau para assassinar seu primo Radomir e tomar o trono. Após João Vladislau tomar a coroa em agosto de 1015, ele fingiu concordar com a submissão aos bizantinos. Basílio II não confiou nele e preparou outra conspiração para matar o novo tsar búlgaro. A nova conspiração falhou e levou ao fim das negociações.

## Batalha e rescaldo
Como ele não confiou na proposta de João Vladislau, Basílio II imediatamente lançou uma nova campanha via Ostrovo. Os bizantinos cegaram cada búlgaro capturado. Na Pelagônia ele deixou um grande exército sob o comando dos estrategos Jorge Gonitsiates e Orestes para pilhar a região e guarnecer a retaguarda bizantina entre Acrida e Bitola. O próprio Basílio alcançou Acrida e conseguiu invadir a maior parte da cidade, exceto da cidadela onde os palácios reais estavam localizados. Contudo, sua tentativa inicial de marchar a oeste para Dirráquio falharam após as dificuldades inesperadas na retaguarda bizantina. O exército que foi liderado por Gonitsiates foi emboscado pelo comandante búlgaro Ivatz e foi completamente destruído. Esta derrota forçou Basílio II a retornar rapidamente. O resto do exército bizantino entrou na Pelagônia, mas Ivatz evitou se envolver com ele, e Basílio II recuou imperturbável para Tessalônica.
A batalha de Bitola privou Basílio dos grandes sucessos conseguidos no começo da campanha que poderiam ter destruído o Estado búlgaro tão cedo quando 1015. Contudo, a devastação que o país sofreu naquele ano foi um pré-requisito para a queda final do Primeiro Império Búlgaro em 1018.